# ヘルソンの戦い
ヘルソンの戦い（ヘルソンのたたかい）は、2022年のロシアによるウクライナ侵攻におけるウクライナ南部攻勢の際に始まった継続的な軍事衝突。ロシア連邦軍はクリミア半島を通って南からヘルソン州に侵入。州都ヘルソンなどを占領し、へルソン州を含む4州の併合とロシア連邦領土としての「へルソン州」設置を宣言したが、同年夏から秋にかけてのウクライナ側による反攻によりドニプロ川西岸から撤退に追い込まれた。同年11月11日、ロシア軍は西岸からの撤退完了を発表し、ウクライナ政府幹部も西岸をほぼ奪還したと表明したが、へルソンにはドニプロ川東岸地域を支配するロシア軍からの砲撃が続いている。

## 戦闘
開戦初日の2月24日夜、ロシア軍はアントノフスキー橋を確保するためにヘルソン市を占領した。これにより、ロシア軍はドニプロ川を越えて戦略的に重要な都市ムィコラーイウへ進撃することが可能になった。
ウクライナ軍機械化部隊はアントノフスキー橋を保持することができ、ロシア軍は2月25日に占領したノヴァ・カホウカに向かって北に退却することを余儀なくされた。2月25日の後半、ロシア軍は再びアントノフスキー橋を占領。橋の支配をめぐる戦いは激化した。
ヘルソン市長のイゴール・コリカエフによれば、2月25日の夜、ウクライナ軍によるロシア軍装甲部隊への空爆により、ロシア軍は一時、橋を渡ってドニプロ川の東側に後退することを余儀なくされた。
ヘルソン地方国家管理局長のヘナディ・ラフタは、ウクライナ軍がヘルソンの支配権を失ったこととロシア軍が多大な損失を被りながらも都市の防衛に成功したことを伝えた。
3月2日、ロシア国防省はヘルソンの中心部を完全に掌握したと発表。
9月10日、ウクライナ軍は南部ヘルソン州において、ロシア南部チェチェンから来たロシア兵1300人が現地に援軍として入ったとの情報を公表した。
9月29日、ロシアのプーチン大統領は、ロシア軍が占領するウクライナ中南部のザポリージャ州と南部ヘルソン州を、それぞれ「独立国家」として一方的に承認する大統領令に署名した。ロシア国営タス通信が伝えた。
9月30日、ロシアのプーチン大統領は、大統領府で演説し、ウクライナ東部のドネツク州とルガンスク州、南部のヘルソン州とザポロジエ州をロシアに併合する「条約」に調印すると宣言した。そして、午後、4州の代表を大統領府に招き、合意文書に署名した。
10月19日、プーチン大統領は、ヘルソンを含む「併合地」のウクライナ4州に20日から戒厳令を導入すると発表した。
国営ロシア通信によると、ウクライナでの作戦を指揮するスロビキン総司令官は記者団に「ウクライナ軍はロシア軍の制圧地域へ攻撃を繰り返している」、「我々は高精度誘導のミサイルなどを使ってウクライナの軍事目標やインフラへの攻撃を継続する」と語った。
また、ヘルソン州の「ロシア行政府」は19日未明から、住民の携帯電話にショートメッセージを送り、ヘルソンのドニエプル川西岸から脱出するように住民たちに呼び掛けた。1週間にわたる民間人の立ち入り禁止も発表した。行政府副長官のストレモウソフは「ウクライナ軍が近く総攻撃を仕掛ける可能性がある。州都ヘルソンは防衛の砦となる。われわれはここに残る」とロシア通信に語った。

## 奪還

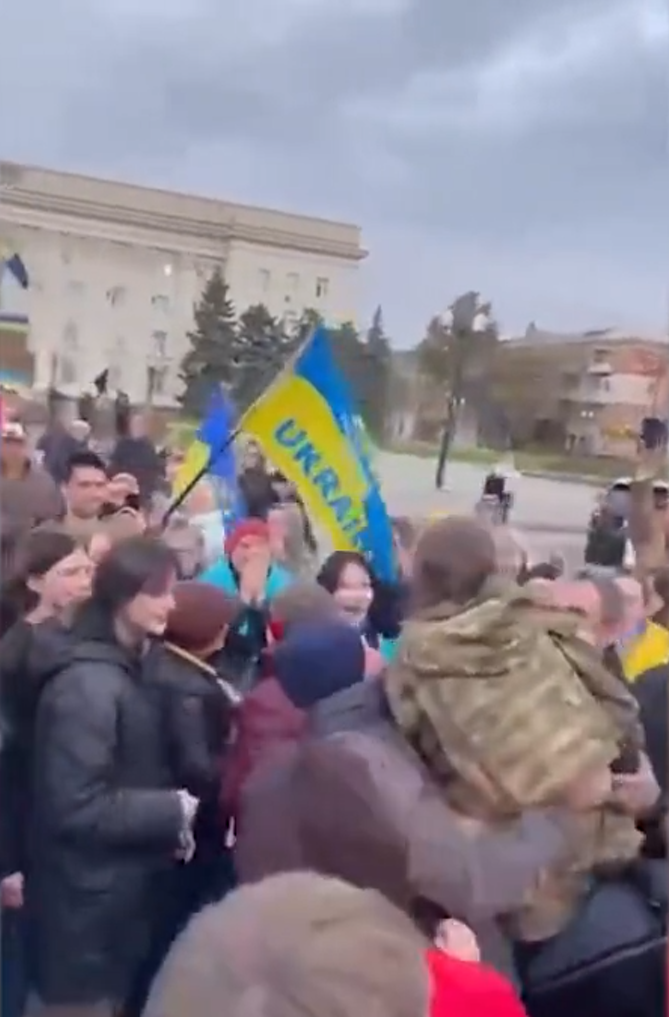
解放を喜ぶウクライナ市民

11月9日、ロシア国防省は、ロシア軍にウクライナ南部ヘルソン州の州都ヘルソンから撤退するように命令した。ロシア軍のウクライナでの作戦を統括するセルゲイ・スロビキン総司令官は、セルゲイ・ショイグ国防相に「ヘルソンと周辺への補給は十分できなくなっている」、「西岸地域に部隊を残すことは無駄だ」、「別の作戦への戦力を投入すべき」と述べた。それまでロシア軍は精鋭部隊を含む２万～３万人の兵士をヘルソン州都一帯に配置していた。
また、ロシア本土から南部のロシア軍へ重要な補給ルートを担っていた「クリミア大橋」が10月8日に爆破され、これでロシア軍への補給が難しくなったことも一因となった。英国防省は11月９日、クリミア大橋の全面復旧は来年９月までかかるとの分析を発表した。詳細は「クリミア大橋爆発」を参照。
11月10日、ウクライナ軍のザルジニー総司令官は、SNSに「ロシア軍の撤退はわれわれの行動による結果だ。補給システムを破壊し、指揮統制を混乱させ、敵は逃げるしかなくなった」と投稿し、ウクライナ軍の作戦の成果をアピールした。
マリャル国防次官は、SNSで「ロシア人のことばを信じてはいけない」、「慎重に部隊を進めながら、戦略的な要衝の州都ヘルソンを奪還する」ことを明らかにした。
一方、ポドリャク大統領府顧問はSNSに「ロシアはヘルソンを『死の街』にすることを望んでいる。略奪や殺りくを行い、街を廃虚にして去る。これがロシアの世界だ」と投稿し、ロシア軍が撤退する際に街を破壊する可能性があると警戒感を示した。
11月11日、ロシア国防省はロシア軍がウクライナ南部ヘルソン、12の集落から完全撤退を完了したと発表した。
11月11日、ウクライナのゼレンスキー大統領はビデオ声明で「きょうは歴史的な日だ。われわれはヘルソンを取り戻しつつある。軍の部隊がヘルソンに向かっていて、特殊部隊についてはすでに市内に入っている」と述べ、軍の特殊部隊がヘルソンに入ったと明らかにした。ウクライナが奪還した市内では、ロシア軍が使っていた拷問施設が発見された。
11月11日、ウクライナの首都キーウでは記者会見が開かれ、ヘルソン州議会の議員は「州都ヘルソンはほぼウクライナ軍の支配下にある」と明らかにした。へルソン州議会議員によると、へルソンに残っていた住民は約8万人であり、越冬に必要な暖房・水道といったインフラが大きな被害を受けたためウクライナ中西部への避難が促された。
12月24日、市内のスーパーマーケット付近に着弾。10人が死亡、58人が負傷した。この攻撃についてはウクライナ、ロシア双方で攻撃を仕掛けたのは相手方だとする非難の応酬が行われた。その後も月末にかけてロシア側からの砲撃が続き、市民の多くが市街への脱出を進めた。